# Temporada 1988-89 de los Sacramento Kings
La temporada 1988-89 fue la cuarta de los Kings en la NBA en su ubicación en Sacramento, California, y la cuadragésimo primera en la liga, tras jugar las últimas trece en Kansas City. La temporada regular acabó con 27 victorias y 55 derrotas, ocupando el décimo puesto de la Conferencia Oeste, no logrando clasificarse para los playoffs.

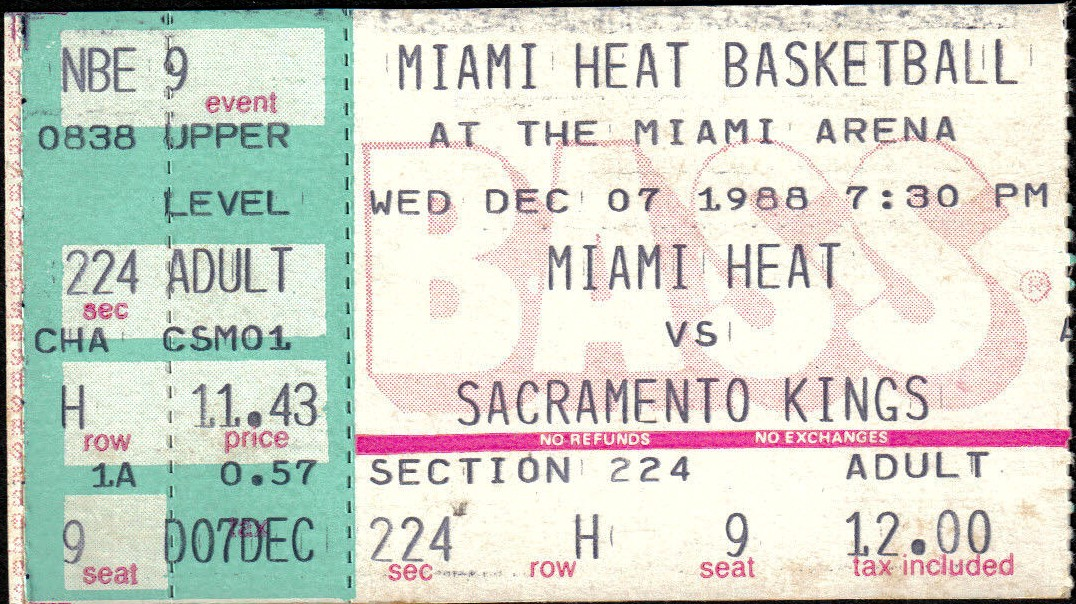
Un boleto para el partido del 7 de diciembre de 1988 entre los Sacramento Kings y los Miami Heat en el Miami Arena

## Elecciones en elDraft
| Ronda | Puesto | Jugador         | Posición | Nacionalidad   | Universidad          |
| ----- | ------ | --------------- | -------- | -------------- | -------------------- |
| 1     | 18     | Ricky Berry     | Escolta  | Estados Unidos | San Jose State       |
| 2     | 29     | Vinny Del Negro | Escolta  | Estados Unidos | North Carolina State |

## Temporada regular
| División Pacífico        | División Pacífico | División Pacífico | División Pacífico | División Pacífico | División Pacífico | División Pacífico | División Pacífico | División Pacífico |
| Equipo                   | G                 | P                 | %                 | PD                | Casa              | Fuera             | Div               |                   |
| ------------------------ | ----------------- | ----------------- | ----------------- | ----------------- | ----------------- | ----------------- | ----------------- | ----------------- |
| y-Los Angeles Lakers     | 57                | 25                | .695              | –                 | 35–6              | 22–19             | 25–9              |                   |
| x-Phoenix Suns           | 55                | 27                | .671              | 2                 | 35–6              | 20–21             | 23–11             |                   |
| x-Seattle SuperSonics    | 47                | 35                | .573              | 10                | 31–10             | 16–25             | 20–14             |                   |
| x-Golden State Warriors  | 43                | 39                | .524              | 14                | 29–12             | 14–27             | 15–19             |                   |
| x-Portland Trail Blazers | 39                | 43                | .476              | 18                | 28–13             | 11–30             | 17–17             |                   |
| Sacramento Kings         | 27                | 55                | .329              | 30                | 21–20             | 6–35              | 12–22             |                   |
| Los Angeles Clippers     | 21                | 61                | .256              | 36                | 17–24             | 4–37              | 7–27              |                   |

## Estadísticas
| Rk | Jugador          | Edad | P  | PT | MP   | TC  | TCI  | %TC  | T3  | T3I | %T3  | TL  | TLI | %TL  | RO  | RD  | RT  | AS  | RB  | TAP | BP  | FP  | PTS  |
| -- | ---------------- | ---- | -- | -- | ---- | --- | ---- | ---- | --- | --- | ---- | --- | --- | ---- | --- | --- | --- | --- | --- | --- | --- | --- | ---- |
| 1  | Kenny Smith      | 23   | 81 | 81 | 38.8 | 6.8 | 14.6 | .462 | 0.6 | 1.6 | .359 | 3.2 | 4.4 | .737 | 0.6 | 2.2 | 2.8 | 7.7 | 1.3 | 0.1 | 3.1 | 2.1 | 17.3 |
| 2  | Danny Ainge      | 29   | 28 | 26 | 36.7 | 7.5 | 16.5 | .452 | 2.1 | 5.4 | .387 | 3.3 | 4.0 | .813 | 1.2 | 2.4 | 3.6 | 6.7 | 1.5 | 0.3 | 2.3 | 2.8 | 20.3 |
| 3  | Rodney McCray    | 27   | 68 | 65 | 35.8 | 5.0 | 10.7 | .466 | 0.1 | 0.3 | .227 | 2.5 | 3.4 | .722 | 2.1 | 5.5 | 7.6 | 4.3 | 0.8 | 0.5 | 2.5 | 1.8 | 12.6 |
| 4  | Wayman Tisdale   | 24   | 31 | 30 | 35.7 | 8.0 | 15.2 | .523 | 0.0 | 0.0 |      | 3.8 | 5.2 | .744 | 2.8 | 6.8 | 9.6 | 1.7 | 0.6 | 0.6 | 2.1 | 3.5 | 19.8 |
| 5  | LaSalle Thompson | 27   | 43 | 42 | 29.7 | 5.7 | 12.5 | .461 | 0.0 | 0.0 | .000 | 3.5 | 4.4 | .809 | 2.8 | 6.3 | 9.1 | 1.0 | 1.1 | 1.3 | 2.7 | 3.6 | 15.0 |
| 6  | Harold Pressley  | 25   | 80 | 36 | 28.2 | 4.8 | 10.9 | .439 | 1.5 | 3.7 | .403 | 1.2 | 1.5 | .780 | 2.7 | 3.4 | 6.1 | 2.2 | 1.2 | 1.0 | 1.6 | 2.7 | 12.3 |
| 7  | Ed Pinckney      | 25   | 51 | 24 | 26.2 | 4.4 | 8.7  | .502 | 0.0 | 0.1 | .000 | 3.5 | 4.3 | .801 | 2.1 | 3.8 | 5.9 | 1.5 | 1.1 | 0.8 | 1.6 | 2.5 | 12.3 |
| 8  | Jim Petersen     | 26   | 66 | 40 | 24.7 | 4.2 | 9.2  | .459 | 0.0 | 0.1 | .000 | 1.7 | 2.3 | .747 | 1.8 | 4.4 | 6.3 | 1.2 | 0.7 | 1.0 | 2.2 | 3.6 | 10.2 |
| 9  | Ricky Berry      | 24   | 64 | 21 | 22.0 | 4.0 | 8.9  | .450 | 1.0 | 2.5 | .406 | 2.0 | 2.6 | .789 | 0.9 | 2.2 | 3.1 | 1.3 | 0.6 | 0.3 | 1.3 | 3.1 | 11.0 |
| 10 | Derek Smith      | 27   | 29 | 20 | 20.7 | 3.8 | 9.5  | .402 | 0.1 | 0.5 | .200 | 2.2 | 3.3 | .674 | 1.0 | 1.8 | 2.8 | 2.1 | 0.7 | 0.3 | 1.5 | 2.2 | 10.0 |
| 11 | Vinny Del Negro  | 22   | 80 | 2  | 19.5 | 3.0 | 6.3  | .475 | 0.1 | 0.3 | .300 | 1.1 | 1.3 | .850 | 0.6 | 1.5 | 2.1 | 2.6 | 0.8 | 0.2 | 1.0 | 2.0 | 7.1  |
| 12 | Joe Kleine       | 27   | 47 | 11 | 19.4 | 2.5 | 6.4  | .383 | 0.0 | 0.0 | .000 | 1.7 | 1.9 | .920 | 1.6 | 3.5 | 5.1 | 0.7 | 0.4 | 0.4 | 1.4 | 2.7 | 6.7  |
| 13 | Brad Lohaus      | 24   | 29 | 10 | 16.4 | 3.2 | 7.4  | .431 | 0.0 | 0.2 | .143 | 1.6 | 2.0 | .807 | 1.3 | 2.7 | 3.9 | 0.6 | 0.3 | 1.0 | 1.0 | 2.1 | 8.0  |
| 14 | Randy Wittman    | 29   | 31 | 2  | 13.4 | 1.6 | 3.8  | .427 | 0.1 | 0.1 | .500 | 0.5 | 0.7 | .727 | 0.2 | 0.6 | 0.8 | 1.0 | 0.3 | 0.0 | 0.4 | 0.4 | 3.8  |
| 15 | Randy Allen      | 24   | 7  | 0  | 6.1  | 1.1 | 2.7  | .421 | 0.0 | 0.1 | .000 | 0.1 | 0.3 | .500 | 0.4 | 0.6 | 1.0 | 0.0 | 0.1 | 0.1 | 0.3 | 1.0 | 2.4  |
| 16 | Michael Jackson  | 24   | 14 | 0  | 5.0  | 0.6 | 1.7  | .375 | 0.1 | 0.4 | .333 | 0.1 | 0.1 | .500 | 0.1 | 0.2 | 0.3 | 0.8 | 0.2 | 0.0 | 0.3 | 0.9 | 1.5  |
| 17 | Ben Gillery      | 23   | 24 | 0  | 3.5  | 0.3 | 0.8  | .316 | 0.0 | 0.0 |      | 0.5 | 1.0 | .565 | 0.3 | 0.7 | 1.0 | 0.1 | 0.1 | 0.2 | 0.2 | 1.2 | 1.0  |